# Коткозеро (озеро)
Коткозеро (рос. Коткозеро, карел. Kotkatjärvi) — озеро в Карелії, на території Олонецького району.
Озеро простягається з півночі на південь, на озері є 3 острови. Основна притока — річка Канзозерка (впадає в озеро зі сходу). З північного сходу впадає річка Боєраноя.
В озері водяться щука, окунь, плітка, лящ, судак, корюшка, йорж, налим.